# Gueorgui Kropatxov
Gueorgui Borissovitx Kropatxov (en rus: Георгий Борисович Кропачёв) Leningrad, 15 d'abril de 1930 - Sant Petersburg, 13 de març de 2016) va ser un director, decorador i guionista de cinema soviètic. Després d'una gran carrera com a decorador de cinema, el 1967 es va estrenar com a director amb Vii, pel·lícula de terror codirigida amb Konstantin Ierxov i de la que també en fou guionista. El 1978 també va dirigir Sled rosomakhi. Després va continuar la seva carrera com a escenògraf el 1997 fou guardonat com a Artista honorat de la Federació Russa.

## Filmografia
Director
- Vii (1967)
- Sled rosomakhi (1978)

Disseny de producció
- Letnie liudi (1995)
- Khrustaliov, maixinu! (1998)
- Gaspartum (2005)
- Trudno bit bogom (2013)